# Nueva Serbia
Nueva Serbia (en serbio: Nova Srbija, cirílico serbio: Нова Србија, abreviado NS) es un partido político de Serbia. De posición derechista, sostiene una ideología monarquista. Fue fundado el año 1998 en la ciudad de Čačak por un grupo de disidentes del Movimiento de Renovación Serbio (SPO) liderados por Velimir Ilić.

## Historia
Nueva Serbia fue fundado en 1998 en la ciudad de Čačak por un grupo de disidentes del SPO liderados por Velimir Ilić, quien fue elegido presidente del partido en la primera conferencia de éste por votación unánime. Ilić también ya había sido elegido alcalde de la ciudad en 1996.
NS formó parte del bloque electoral de la Oposición Democrática de Serbia, ganando su primera representación en la Asamblea Nacional en las elecciones parlamentarias de 2000, que confirmaron la caída de Slobodan Milošević del poder.
Desde 2008 al partido se encontraba en la oposición, hasta que se unió al bloque "Pokrenimo Srbiju" liderado por Tomislav Nikolić, miembro del Partido Progresista Serbio (SNS) para las elecciones de 2012 en donde gana ocho escaños en la Asamblea Nacional. Ilić ocupó el cargo ministro sin cartera del gobierno de Serbia entre abril de 2014 y agosto de 2016, encargadándose de las situaciones de emergencia (Como por ejemplo, de inundaciones recurrentes) del país.
En las elecciones parlamentarias de 2016, NS se presentó como miembro de la coalición liderada por el SNS, por la cual Aleksandar Vučić, actual presidente de Serbia, buscaba su segundo mandato como primer ministro. Así, al partido se le asignaron cinco escaños en el parlamento.
A principios de 2017, el partido entra en crisis al presentarse fricciones con el SNS, y en marzo, abandona la coalición en torno a éste. Actualmente cuenta con dos diputados en la Asamblea nacional.
En las elecciones parlamentarias de 2020, NS formó la coalición "Bloque Popular" junto al Movimiento de la Libertad Popular. Dicha coalición obtuvo apenas un 0,25% de los votos, y por consiguiente el partido perdió toda su representación parlamentaria.
El partido se autodefine como "moderno, nacional, étnico y monarquista, partidario de un estado legal, equitativo y descentralizado, ciudades y pueblos desarrollados y ciudadanos ricos".

## Presidentes
| # | Nombre (Nacimiento-muerte) | Nombre (Nacimiento-muerte) | Inicio del período | Término del período |
| - | -------------------------- | -------------------------- | ------------------ | ------------------- |
| 1 | Velimir Ilić (1951-)       |                            | 1998               | En el cargo         |

## Resultados electorales

### Elecciones parlamentarias
| Elecciones | Cabeza de lista    | # de votos | %      | Escaños | Estatus              | Notas                                                     |
| ---------- | ------------------ | ---------- | ------ | ------- | -------------------- | --------------------------------------------------------- |
| 2000       | Zoran Đinđić       | 2.402.387  | 64,09% | 8/250   | Oposición            | Coalición DOS                                             |
| 2003       | Vuk Drašković      | 293.082    | 7,66%  | 9/250   | Gobierno             | Coalición con SPO                                         |
| 2007       | Vojislav Koštunica | 667.615    | 16,55% | 10/250  | Gobierno             | Coalición con DSS y JS                                    |
| 2008       | Vojislav Koštunica | 480.987    | 11,62% | 9/250   | Oposición            | Coalición con DSS                                         |
| 2012       | Tomislav Nikolić   | 940.659    | 24,04% | 8/250   | Gobierno             | Coalición Pokrenimo Srbiju                                |
| 2014       | Aleksandar Vučić   | 1.736.920  | 48,35% | 6/250   | Gobierno             | Coalición en torno al SNS                                 |
| 2016       | Aleksandar Vučić   | 1.823.147  | 48,25% | 5/250   | Oposición            | Parte de la coalición en torno al SNS hasta marzo de 2017 |
| 2020       | Velimir Ilić       | 7.873      | 0,25%  | 0/250   | Fuera del parlamento | Coalición "Bloque Popular"                                |